# Wiesenklee
Der Wiesenklee (Trifolium pratense), auch Rotklee genannt, ist eine Pflanzenart aus der Gattung Klee (Trifolium) in der Unterfamilie der Schmetterlingsblütler (Faboideae) innerhalb der Familie der Hülsenfrüchtler (Fabaceae oder Leguminosae).

## Beschreibung

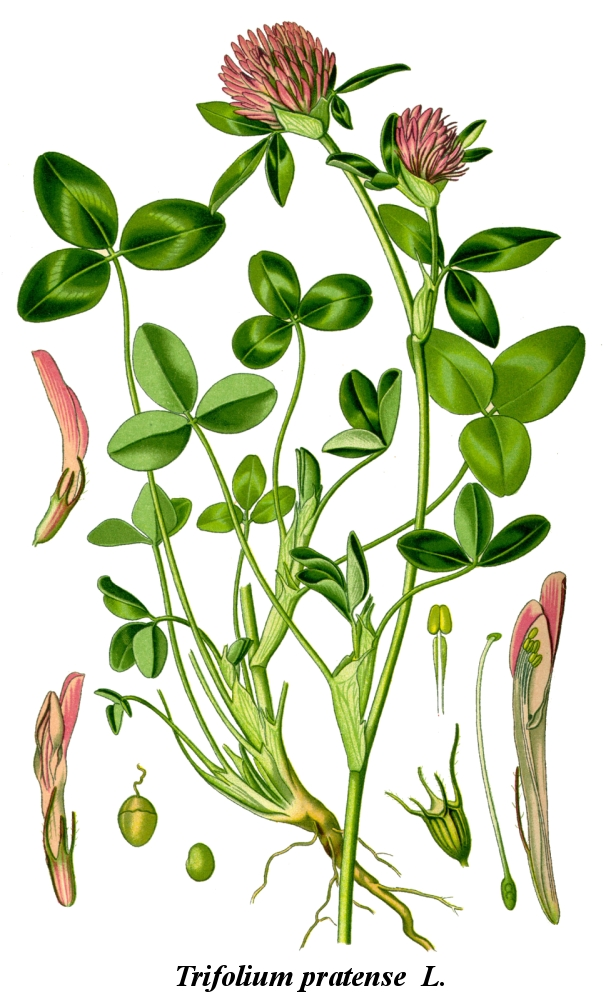
Illustration

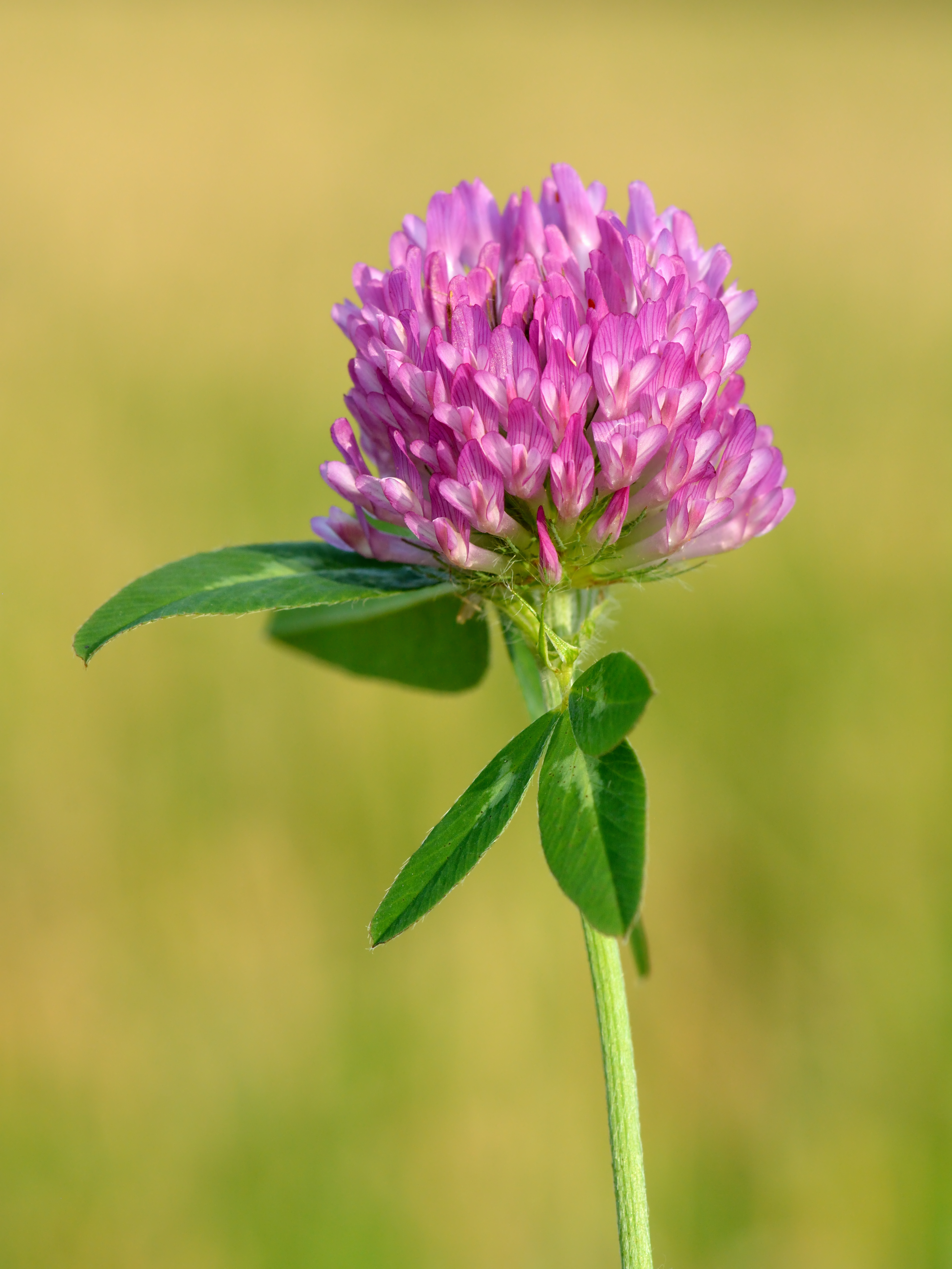
Blütenstand im Detail mit zygomorphen Blüten

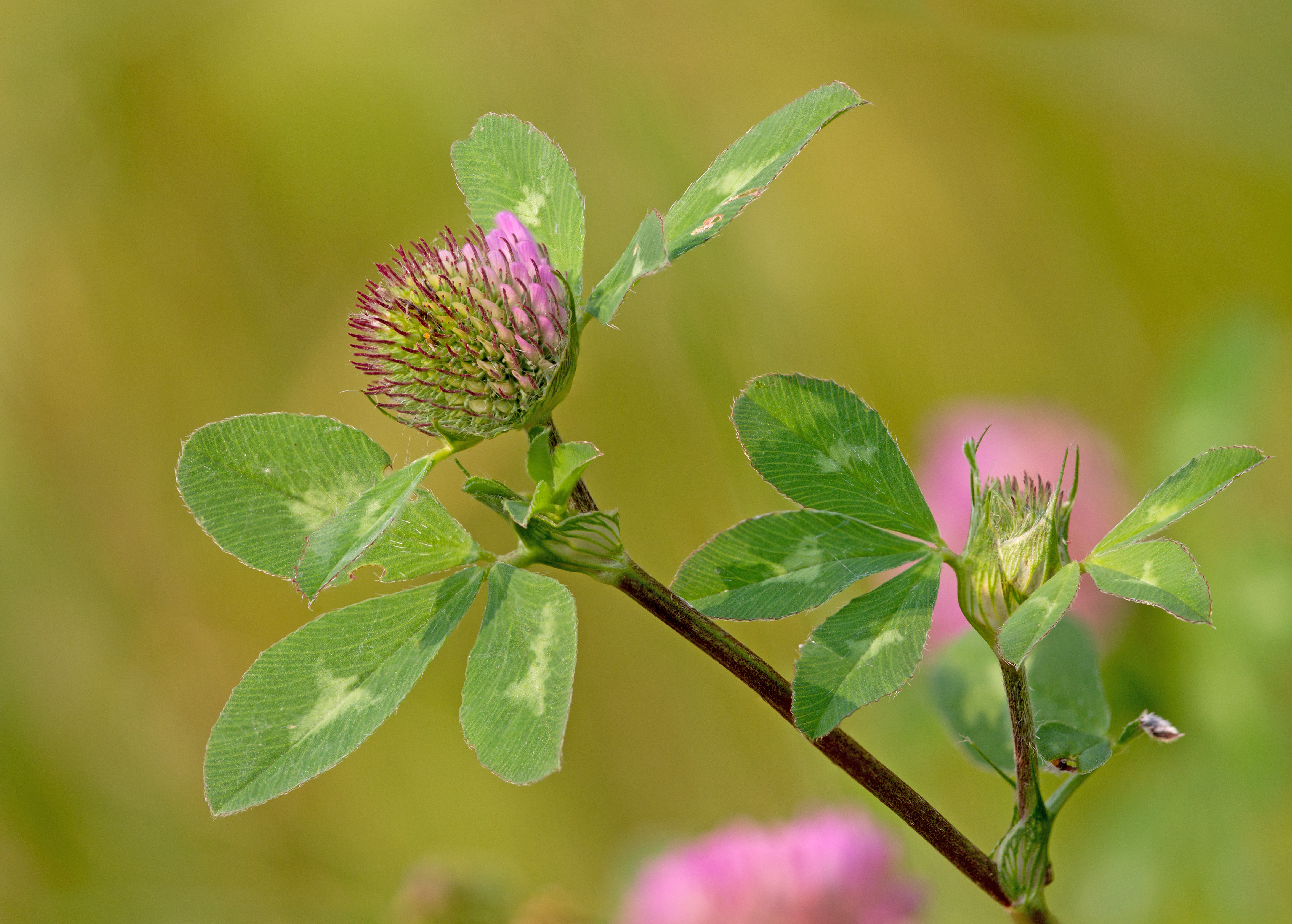
Einsetzende Blüte

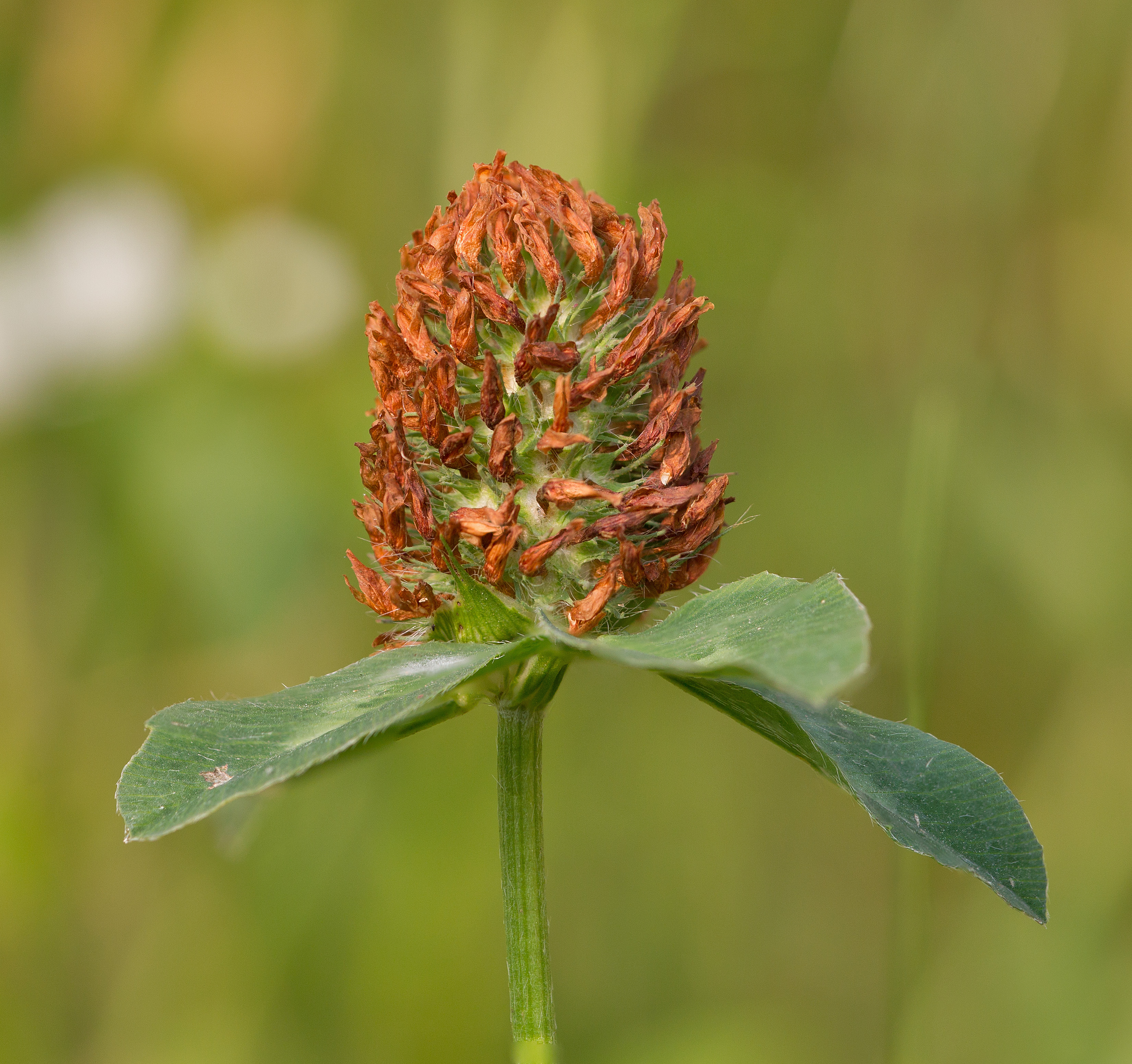
Verblüht

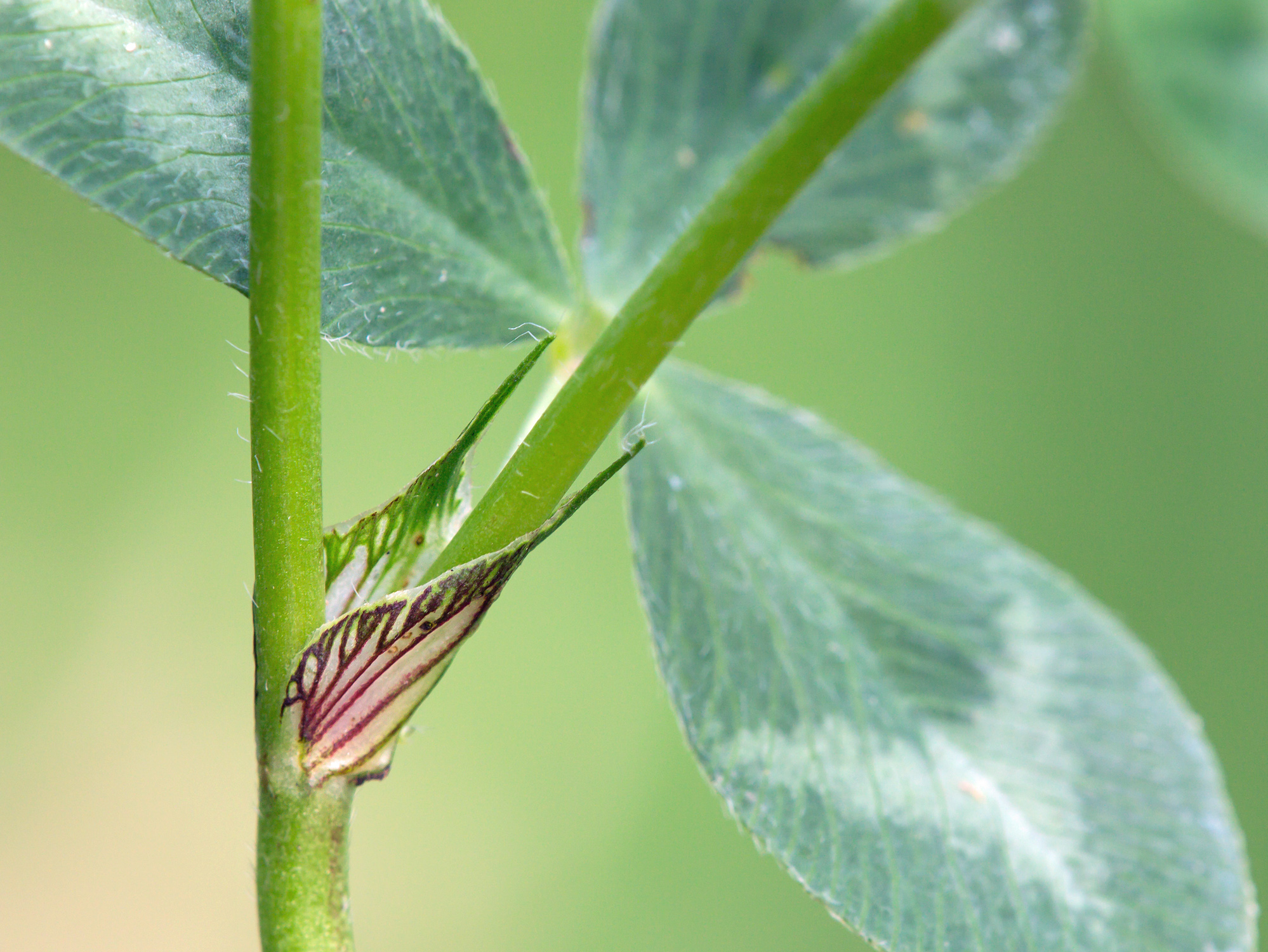
Die Ausprägung der Nebenblätter ist ein Unterscheidungsmerkmal von anderen rotblühenden Kleearten, wie etwa dem Mittleren Klee

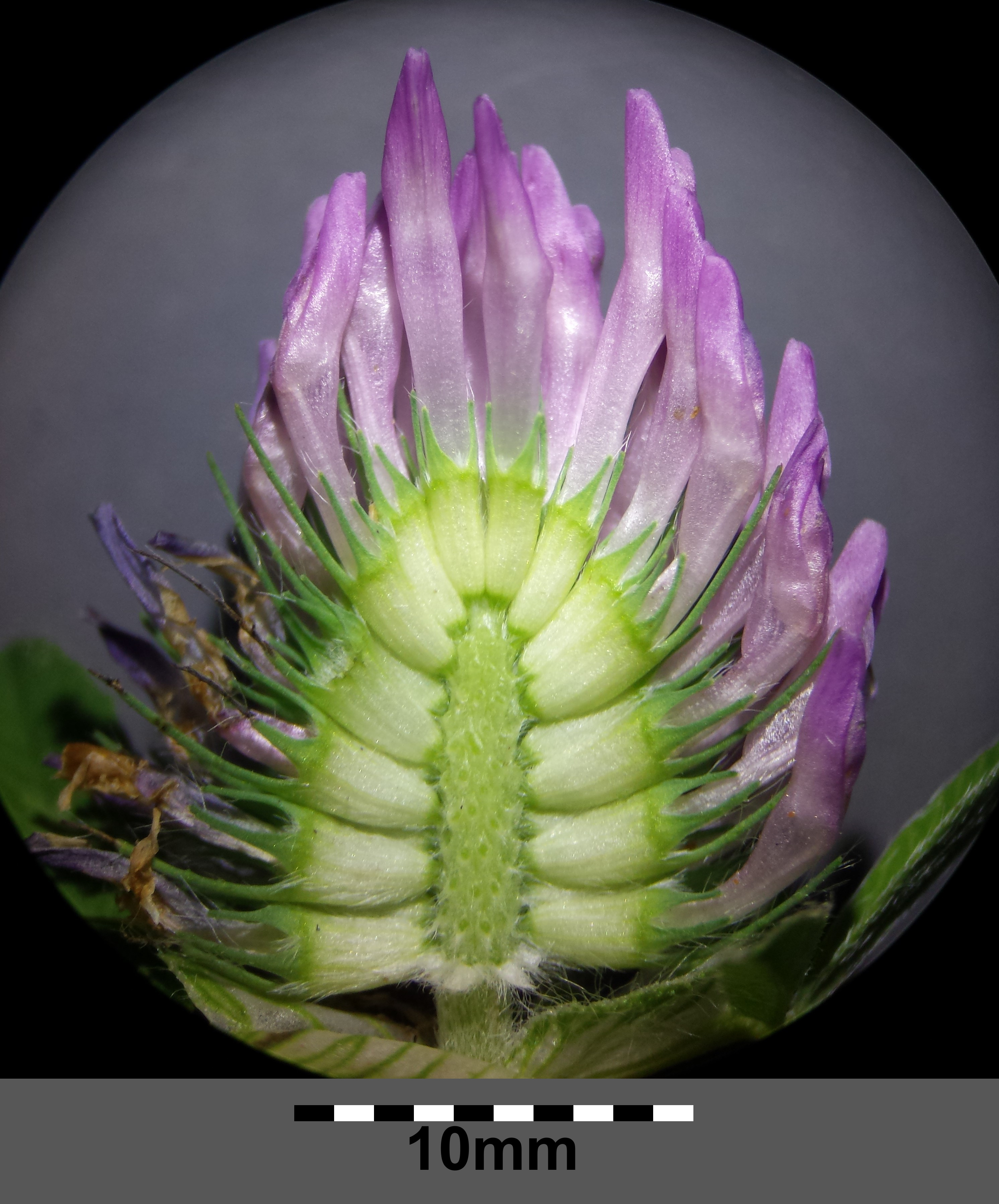
Blütenstand mit sitzenden Blüten (vordere Blüten entfernt)

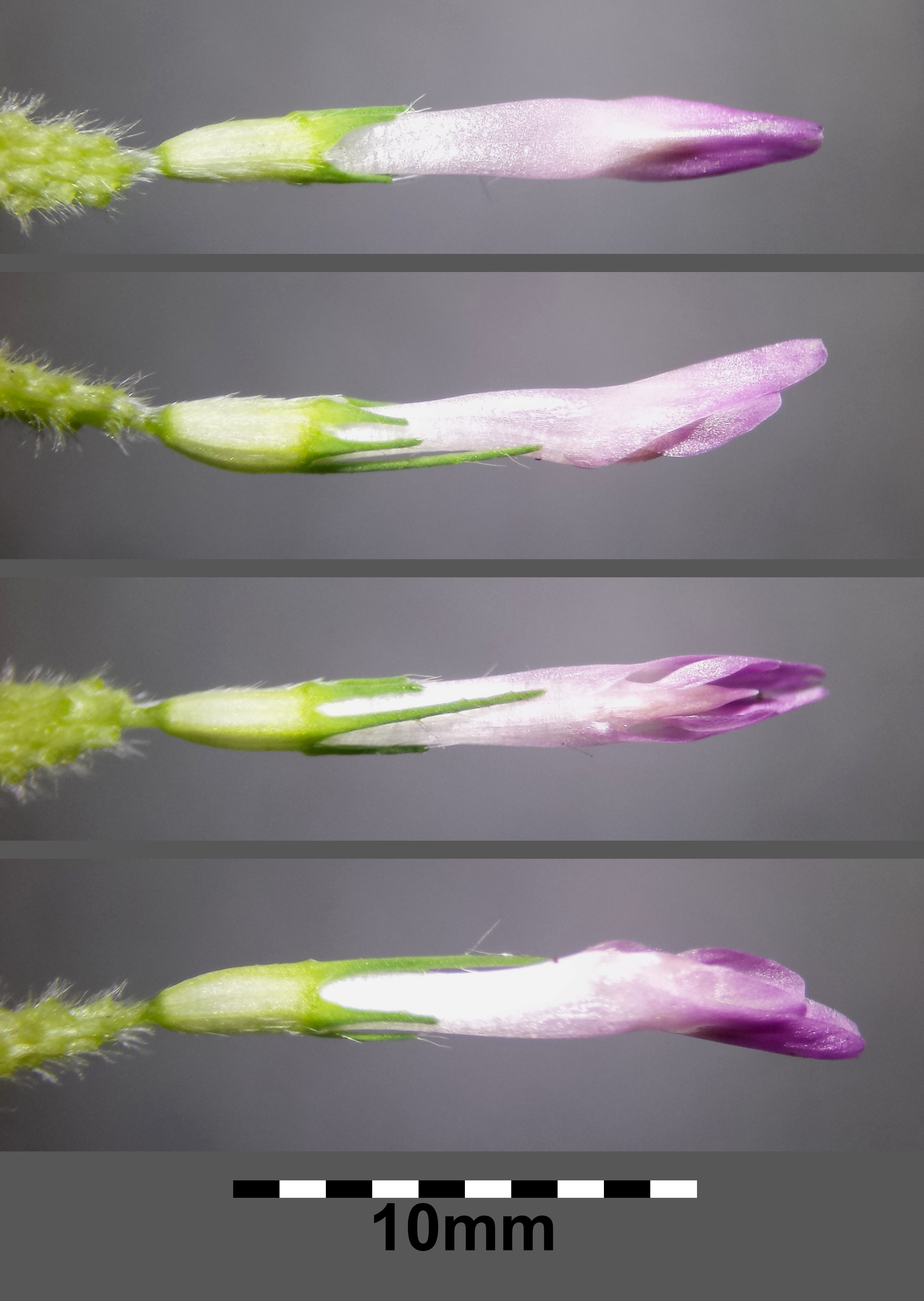
Blüte, der untere Kelchzahn ist deutlich länger als die anderen.

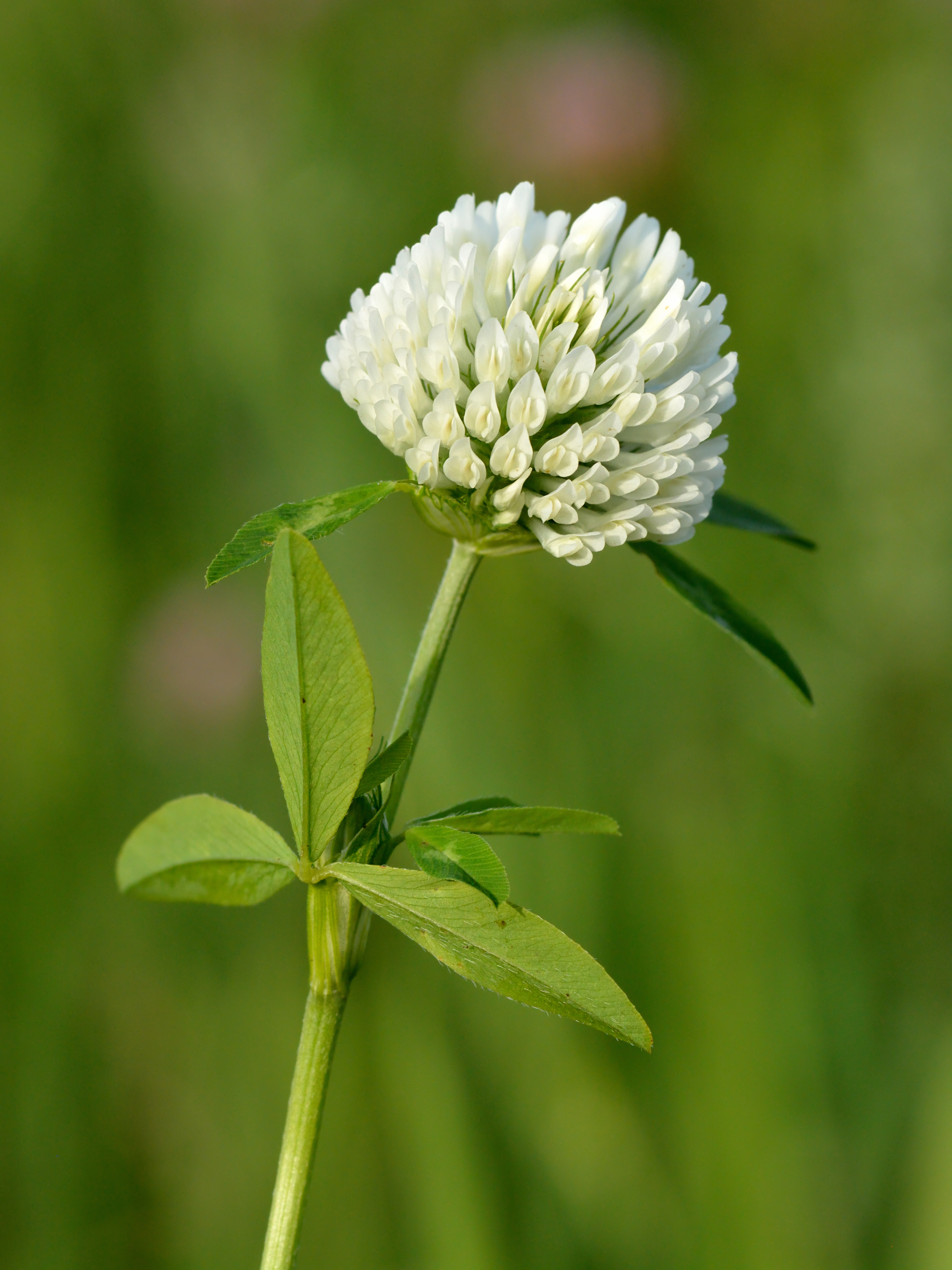
Weiß blühender Wiesenklee

### Vegetative Merkmale
Der Wiesenklee ist eine ein- bis zweijährige oder überwinternd grüne, ausdauernde krautige Pflanze, die Wuchshöhen von 15 bis 80 Zentimeter erreicht. Der aufrechte oder aufsteigende Stängel ist kahl bis dicht angedrückt behaart.
Die wechselständig und spiralig angeordneten Laubblätter sind in Blattstiel und Blattspreite gegliedert. Der Blattstiel ist 1,8 bis 8,6 Zentimeter lang. Die Blattspreite ist dreiteilig gefiedert, auch gefingert genannt. Die beiderseits fein behaarten Blättchen sind bei einer Länge von 18 bis 60 Millimeter sowie einer Breite von 8 bis 35 Millimeter eiförmig bis elliptisch mit rundlichen Grund und im oberen Bereich länglich; sie weisen einen helleren Fleck in der Mitte auf. Der Rand der Blättchen ist glatt. Die eiförmigen bis lanzettlichen Nebenblätter sind mit dem Blattstiel verwachsen, der freie Teil ist grannenartig, viel kürzer als der verwachsene untere Teil und kahl oder behaart.

### Generative Merkmale
Die Blütezeit reicht von April/Mai bis Oktober. Es werden vielblütige, kugelige bis eiförmige ährige Blütenstände gebildet, die eine Länge von 1 bis 2 Zentimetern und einen Durchmesser von 2 bis 3 Zentimetern aufweisen. Der Blütenstand ist meist von den obersten Stängelblättern umhüllt.
Die zwittrigen Blüten sind zygomorph und fünfzählig mit doppelter Blütenhülle. Die fünf Kelchblätter sind verwachsen. Die zehnnervige Kelchröhre ist nur wenig behaart. Die ungleichen Kelchzähne sind gewimpert. Einzelne der fünf roten Kronblätter sind verwachsen. Die Krone besitzt die typische Form einer Schmetterlingsblüte und ist 10 bis 18 Millimeter lang. Das einzelne Fruchtblatt ist oberständig.
Die Hülsenfrucht ist 1,5 bis 4 Millimeter lang und bis zu 1 Millimeter breit und enthält ein bis zwei Samen.
Die Chromosomenzahl beträgt 2n = 14.

## Ökologie

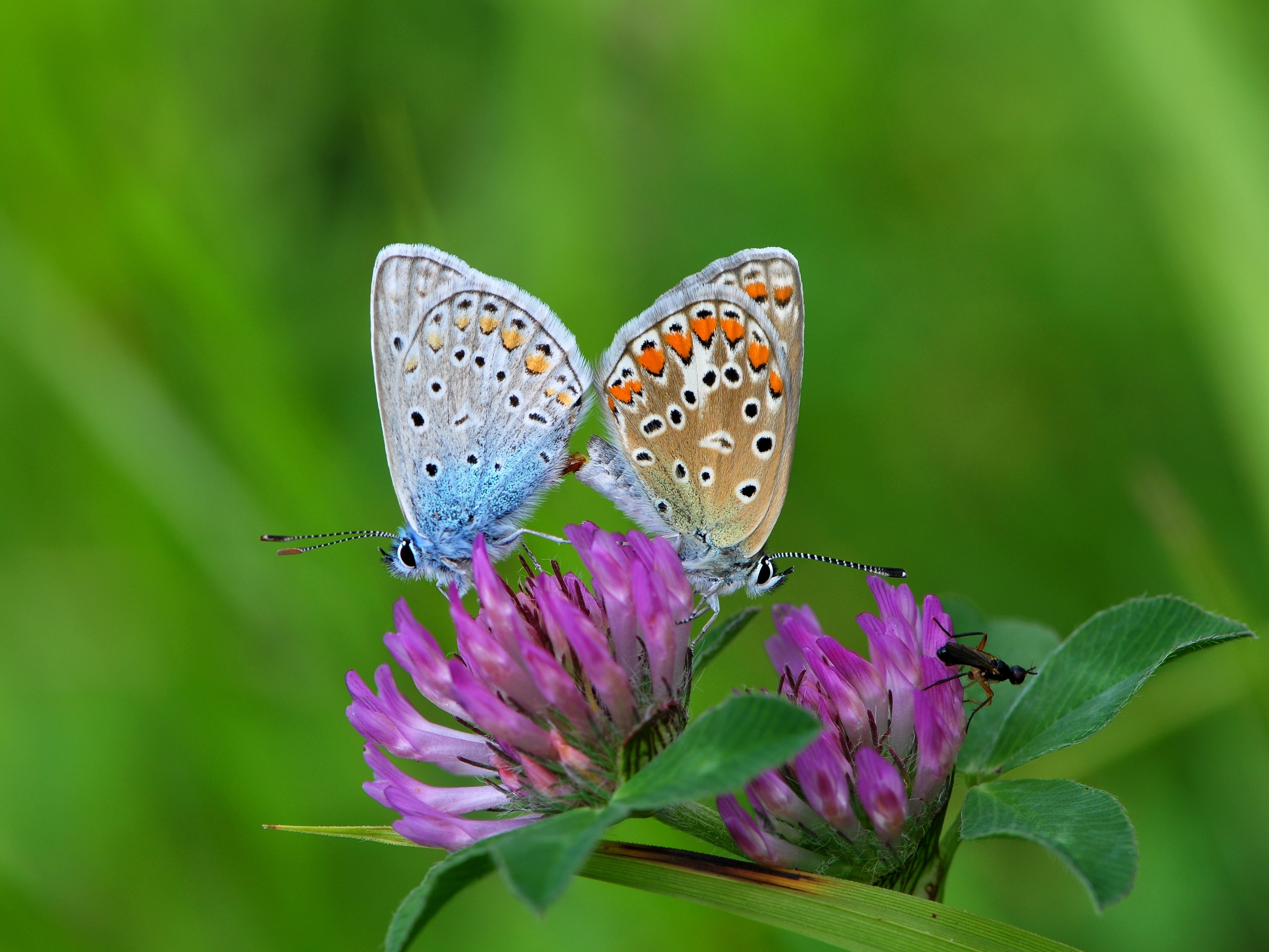
Paarung der Hauhechel-Bläulinge auf einer Wiesenkleeblüte

Der Wiesenklee ist ein Hemikryptophyt und eine Schaftpflanze mit kräftigem Rhizom und Zugwurzeln. Er kann bis zu 2 Meter tief wurzeln. Vegetative Vermehrung erfolgt durch unterirdische Ausläufer.
Schon die Keimblätter führen Tag- und Nachtbewegungen aus, indem sie sich nachts zusammenlegen. Die Fiedern der Laubblätter schwingen im Dunkeln in einem etwa dreistündigen Rhythmus (autonome Turgorbewegung).
Blütenökologisch handelt es sich um nektarführende Schmetterlingsblumen mit Klappmechanismus. Sie werden meist durch „langrüsselige“ Hummeln und andere Apidae bestäubt; der Nektar befindet sich am Grund einer 9 bis 10 mm langen Röhre; die Honigbiene (Rüssellänge 6 bis 6,5 mm) kann nur Pollen sammeln; die Dunkle Erdhummel Bombus terrestris L. (Rüssellänge 7 bis 9 mm) begeht Nektarraub durch seitlichen Einbruch; die von der Erdhummel in die Kronröhre gebissenen Löcher werden auch von Honigbienen genutzt. Allerdings ist die Bestäubungsleistung langrüssliger Hummeln wesentlich höher. In mehreren Ländern kam es zu einem dramatischen Rückgang dieser Hummelpopulationen, sodass sich die durchschnittliche Samenausbeute verringert und zudem starken Schwankungen unterliegt.
Spontane Selbstbestäubung führt nicht zu Samenbildung; nach Neuseeland wurden Hummeln eingeführt, damit der kultivierte Wiesenklee zur Samenreife gelangt; in Nord- und Südamerika wird der ebenfalls nicht einheimische Wiesenklee durch Vögel bestäubt (in Nordamerika beispielsweise durch Archilochus colubris).
Die winzigen ein- bis zweisamigen Früchte springen mit einem Deckel auf. Der behaarte Kelch bleibt, und die bewimperten Kelchzipfel dienen gemeinsam mit der trockenen Blütenkrone als Flugorgan (Schirmchenflieger und Flügelflieger). Dazu Zufallsverbreitung durch Grasfresser, Ameisenverbreitung und Ausbreitung durch Regenwürmer (ein bisher zu wenig beachteter Typ). Die Fruchtreife erfolgt von August bis Oktober. Die hartschaligen Samen sind mindestens 14 Jahre (unter günstigen Bedingungen länger als 100 Jahre) lang keimfähig.

## Vorkommen
Das urprüngliche Verbreitungsgebiet reicht von Europa bis Indien und zur Mongolei, auch Marokko bis Tunesien gehört dazu. Sonst ist die Art fast weltweit in vielen Ländern eingeführt worden.
Man findet den Wiesenklee in Fettwiesen, auf Feldern und in lichten Wäldern, auch als Kulturpflanze wird er angebaut. Er bevorzugt frische, nährstoffreiche, tiefgründige Ton- und Lehmböden und ist kalk- und sulfatliebend. Der Wiesenklee gedeiht auf der kollinen bis alpinen Höhenstufe; in den  Zentralalpen steigt er bis in Höhenlagen von 2600 Meter (dort eigene Unterarten). In den Allgäuer Alpen steigt die Unterart Trifolium pratense subsp. nivale am Gipfel des Nebelhorns in Bayern bis zu einer Höhenlage von 2240 Metern auf, die Unterart Trifolium pratense subsp. pratense im Allgäu über 2000 Meter.
Nach Ellenberg ist er eine Klassencharakterart der Grünland-Gesellschaften (Molinio-Arrhenatheretea). Er kommt aber auch in Gesellschaften des Verbands Trifolion medii vor.

## Andere Namen
Der roten Farbe wegen hieß die Art auch Fleischklee, weitere volkstümliche Namen sind Hergottafleisch, Hungblueme, Hungsüger, Zuckerblüemli, (roter) Süger(li) (Schweiz), Hummelchlee (Waldstätten), Pfundchlee (Aargau), Heublueme (Graubünden), Stupfleklee (Baden), Zuckerbrot (Schwäbische Alb), Himmels-, Frauen-, Johannisbrod (Schwaben), Herrgottsbrod (Ries), deutscher Klee (Rheinland), Steyrerklee (Österreich), Sutzler (Tirol), Futterklewer (Braunschweig), Kooblöme (Ostfriesland).

## Systematik
Die Erstveröffentlichung von Trifolium pratense erfolgte 1753 durch Carl von Linné in Species Plantarum. Es ist die Lectotypusart der Gattung Trifolium. Ein Synonym von Trifolium pratense L. ist Trifolium pratense var. sativum Schreb. Trifolium pratense gehört zur Untersektion Trifolium der Sektion Trifolium in der Gattung Trifolium.
Beim Wiesenklee (Trifolium pratense) unterscheidet man in Mitteleuropa drei Unterarten:
- Küsten-Wiesenklee (Trifolium pratense subsp. maritimum (Zabel) Rothm.)
- Alpen-Wiesenklee (Trifolium pratense subsp. nivale (W.D.J. Koch) Arcang.): Die ökologischen Zeigerwerte nach Landolt et al. 2010 sind in der Schweiz für diese Unterart: Feuchtezahl F = 3 (mäßig feucht), Lichtzahl L = 4 (hell), Reaktionszahl R = 3 (schwach sauer bis neutral), Temperaturzahl T = 1+ (unter-alpins, supra-subalpin und ober-subalpin), Nährstoffzahl N = 3 (mäßig nährstoffarm bis mäßig nährstoffreich), Kontinentalitätszahl K = 3 (subozeanisch bis subkontinental).[10]
- Gewöhnlicher Wiesenklee (Trifolium pratense L. subsp. pratense): Die ökologischen Zeigerwerte nach Landolt et al. 2010 sind in der Schweiz für diese Unterart: Feuchtezahl F = 3 (mäßig feucht), Lichtzahl L = 4 (hell), Reaktionszahl R = 3 (schwach sauer bis neutral), Temperaturzahl T = 3+ (unter-montan und ober-kollin), Nährstoffzahl N = 3 (mäßig nährstoffarm bis mäßig nährstoffreich), Kontinentalitätszahl K = 3 (subozeanisch bis subkontinental).[10]

## Inhaltsstoffe
Rotklee enthält insbesondere Rhodanid, cyanogene Glykoside, Phytoöstrogene (Isoflavone, auch in siliertem Futter vorhanden) und gegebenenfalls Nitrate. Der Eiweißgehalt ist hoch; ferner sind Proteaseinhibitoren enthalten.

### Veterinärtoxikologische Wirkungen
Alle grünen Pflanzenteile können in Abhängigkeit von der Jahreszeit und der Witterung durch Veränderung des Sekundärstoffwechsels und in Abhängigkeit von der verfütterten Menge giftig sein; dies ist aber selten der Fall. Grundsätzlich sind Klee-Arten gute Futterpflanzen.
Die Giftwirkung beruht auf folgenden Mechanismen:
- lösliche Proteine sind vermutlich für schaumige Gärung im Pansen verantwortlich;
- die aus den cyanogenen Glykosiden freigesetzte Blausäure hemmt die Cytochrom-Oxidase und blockiert so die Atmungskette in den Mitochondrien (dadurch Sauerstoffmangel in Geweben, Krämpfe);
- durch Phytoöstrogene kann es zu Fruchtbarkeitsstörungen und Aborten kommen;
- Nitrat wird zu Nitrit umgesetzt, dieses oxidiert Hämoglobin zu Methämoglobin, wodurch der Sauerstoffgehalt im Blut abnimmt;
- Photosensibilierung durch den Farbstoff Rhodanid (Trifoliose, Kleekrankheit).

### Pharmakologische Wirkungen
Aufgrund des Gehaltes an Isoflavonen (vor allem Pratensein, Formononetin, Biochanin A) sollen Zubereitungen aus den Blüten des Wiesenklees (Trifolii pratensis flos) Wechseljahresbeschwerden der Frau mindern. Die Substanzen binden an Estrogenrezeptoren und können estrogenartige Wirkungen entfalten, weswegen sie auch als Phytoöstrogene bezeichnet werden.

## Verwendung

### Verwendung in der Landwirtschaft
Der Wiesenklee ist eine eiweißreiche Futterpflanze und wird in Deutschland seit dem 11. Jahrhundert angebaut, Kleekulturen waren aber erst nach 1750 verbreitet. Durch die Symbiose mit stickstofffixierenden Bakterien (Knöllchenbakterien) ist er als Bodenverbesserer und als Vorfrucht für andere Kulturpflanzen sehr gut geeignet; für die Imkerei wurden Sorten mit kürzerer Kronröhre herausgezüchtet. Gemischt mit anderen Kleesorten und Gräsern wird er als Kleegras zur Gründüngung und als Alternative zu Mais in Biogasanlagen verwendet.

### Verwendung in der Küche
Im Frühjahr können die jungen Blätter und Triebe in Kräutermischungen für Suppen, Salate, Gemüsegerichte, Kräuterquark oder Ähnliches verwendet werden. Im Sommer kann man die Blüten des Wiesenklees über Salate streuen oder in Teig ausbacken. Die Blüten haben einen süßlichen Geschmack, der der Blätter erinnert eher an Erbsen oder Feldsalat.

### Verwendung in der Heilkunde
Als Anbaupflanze ab dem 11. Jahrhundert und in Hildegard von Bingens Physica erwähnt, schildert Lonicerus’ Kreuterbuch 1564 den Wiesenklee als weißflussstillend und erweichend, auch äußerlich bei harten Geschwüren, ähnlich Foenum graecum, ebenso Matthiolus‘ New-Kreuterbuch 1626, wobei roter Klee die Menses stille, weißer verflüssige. Zwingers Theatrum botanicum 1696 lobt Wiesenklee als Nahrungs- und Heilmittel. Laut Madaus kennt die Volksmedizin Wiesenklee bei (chronischer) Bronchitis, Gastritis, Fluor albus, Konjunktivitis und Ulcera. In der Praxis nutze man Trifolium pratense mehr äußerlich für verhärtete Drüsen, Rheuma, Gicht, Crusta lactea, oral bei Verstopfung, Appetitverlust, Abmagerung, Menstruatio nimia, aber auch wie Trifolium arvense bei Atembeschwerden. Hildegard von Bingen lobt Klee (unklar ob Wiesenklee oder Weißklee) bei „Verdunkelung der Augen“. Später war er Magen- und Hustenmittel, auch äußerlich bei Fußpilz und Hautkrankheiten. Die Phytoöstrogene lindern Wechseljahresbeschwerden, die Isoflavone wirken antioxidativ. Die Sachbuchautorin Ursel Bühring empfiehlt dreimal täglich drei Teelöffel Blüten in einer Tasse Tee zehn Minuten ziehen gelassen für sechs bis acht Wochen bei Wechseljahresbeschwerden (nicht bei östrogenabhängigen Tumoren).

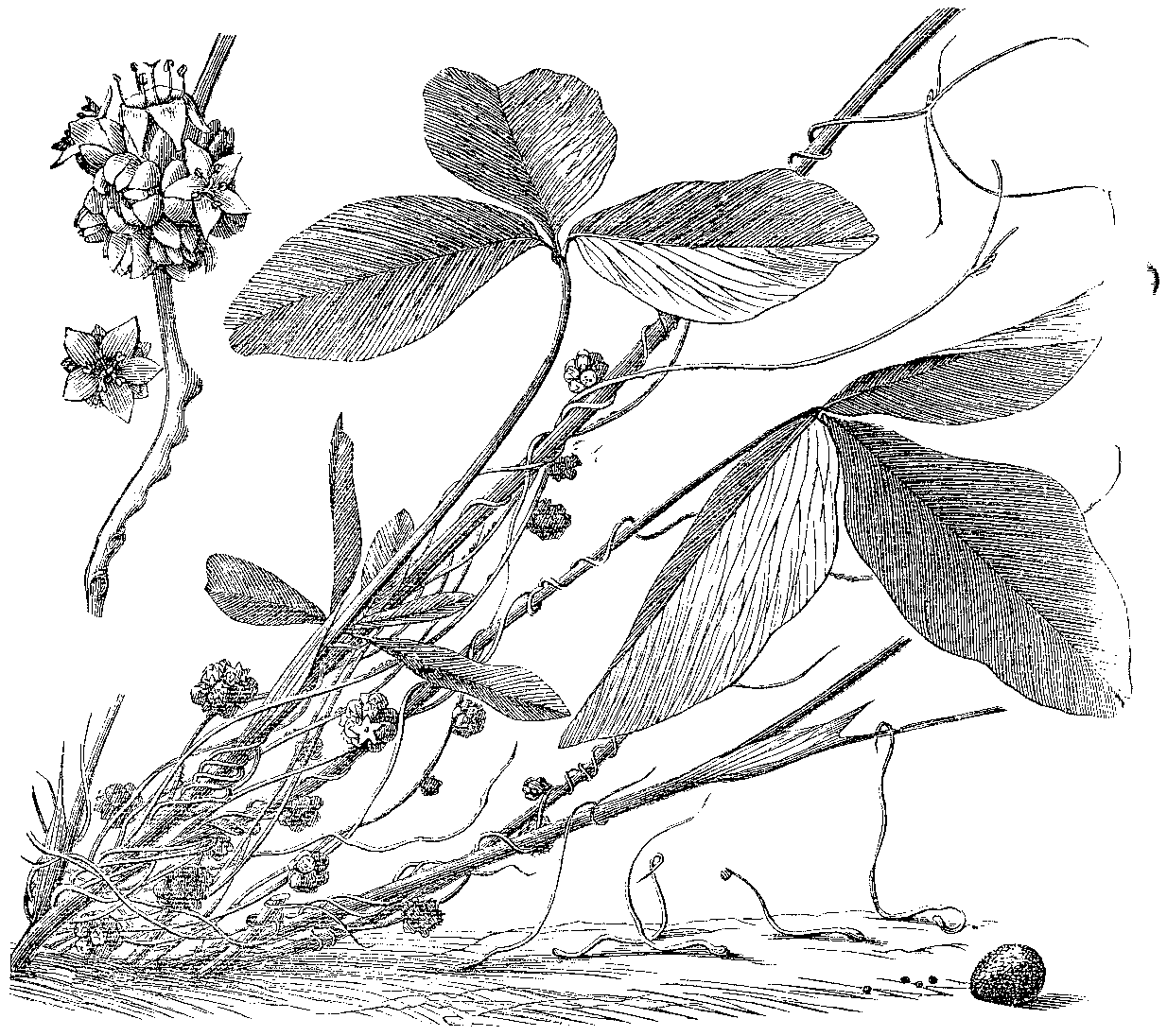
Abbildung der Klee-Seide (Cuscuta epithymum subsp. trifolii)

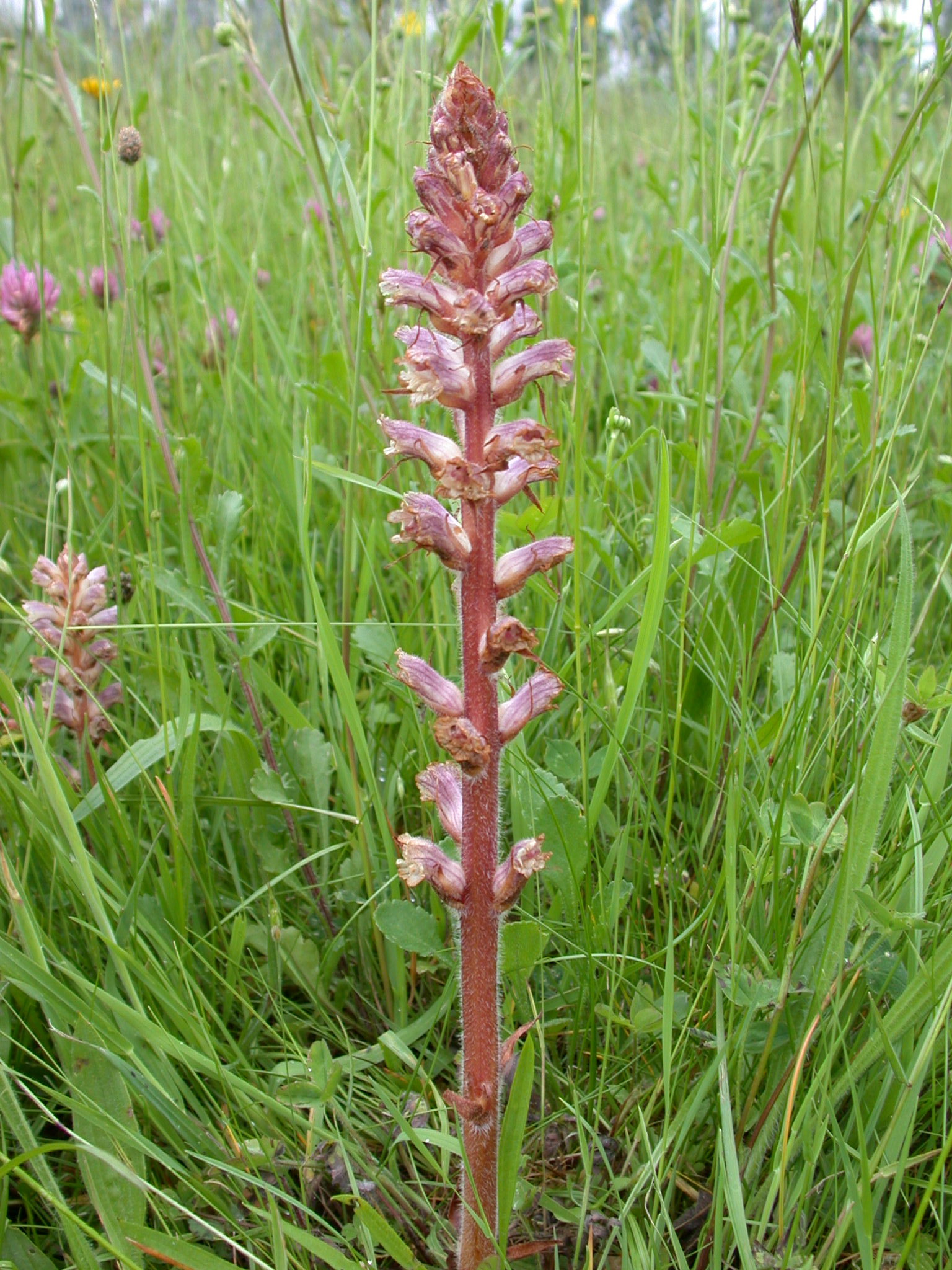
Kleewürger (Orobanche minor)

## Schädlinge
Außer parasitischen Pilzen schmarotzt auch die Klee-Seide (Cuscuta epithymum subsp. trifolii Bab. & Gibson, Berher) und die Kleine Sommerwurz (Orobache minor Sm.), auch Kleewürger genannt, auf dem Wiesen-Klee.

### Übersichtsreferate
- www.kaesekessel.de
- www.feenkraut.de

### Landwirtschaft
- www.lfl.bayern.de

### Pharmakologie
- www.foodtech.uni-kiel.de (PDF-Datei; 138 kB)

### Veterinärtoxikologie
- vptserver1.uzh.ch
- www.vetpharm.uzh.ch